# Michelangelo Cerruti
Michelangelo Cerruti, detto Candelottaro (1663 – Roma, 24 dicembre 1748), è stato un pittore italiano.

## Biografia
All'età di 15 anni fu allievo di Giuseppe Passeri a Roma, poi si trasferì al nord Italia, vivendo in particolare a Torino. Successivamente tornò a Roma e lì, da allievo di Andrea Pozzo, si dedicò allo studio della prospettiva e della geometria, divenendo successivamente un esperto affrescatore.
Ispiratosi dapprima allo stile di Carlo Maratti, divenne successivamente esponente del Rococò.
Sue opere pittoriche e decorative sono presenti a Roma presso le basiliche di Sant'Anastasia al Palatino e di Santa Maria sopra Minerva e presso la chiesa della Natività di Gesù, la chiesa di Sant'Antonio dei Portoghesi, la chiesa di San Giovanni Battista dei Genovesi, la chiesa di San Girolamo dei Croati, la chiesa di San Macuto, la chiesa di Santa Maria dell'Umiltà, la chiesa di Santa Maria Maddalena, la chiesa di San Pietro in Montorio e la chiesa di Santa Maria del Rosario. A Montefalco, presso il monastero dedicato a santa Chiara da Montefalco, è conservata la tela Agostino scrive le sue opere ispirato da Dio.